# Torneio de xadrez de Moscou de 1925
O Torneio de xadrez de Moscou de 1925 foi uma competição internacional de xadrez realizada na cidade de Moscou na União Soviética A competição foi realizada entre 10 de novembro e 7 de dezembro no Hotel Metropol. Foram convidados dez estrangeiros, incluindo o campeão mundial Capablanca e seu antecessor Emanuel Lasker. O evento despertou o interesse local pelo esporte, com centenas de pessoas acompanhando a competição que teve algumas partes registradas no filme Shakhmatnaya goryachka. O bicampeão soviético Efim Bogoljubow venceu o torneio com um ponto e meio de vantagem para o segundo colocado, o ex-campeão mundial Lasker. O ano de 1925 marcou uma constante popularização do xadrez na União Soviética, com o patrocínio estatal ao esporte e a direção da federação nas mãos do importante político soviético Nicolai Krylenko.

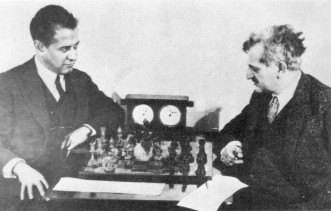
José Raúl Capablanca—Emanuel Lasker

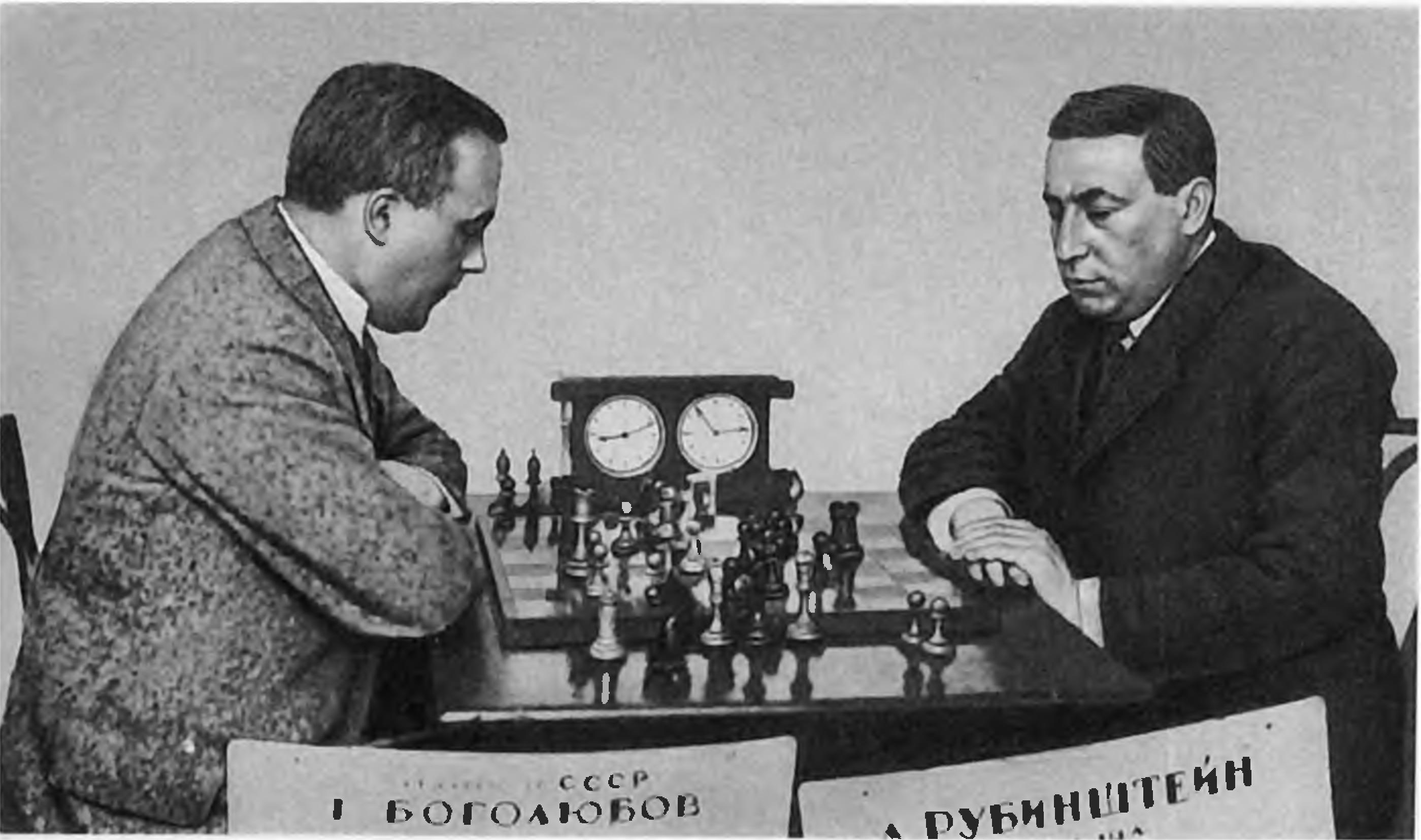
Efim Bogoljubov—Akiba Rubinstein

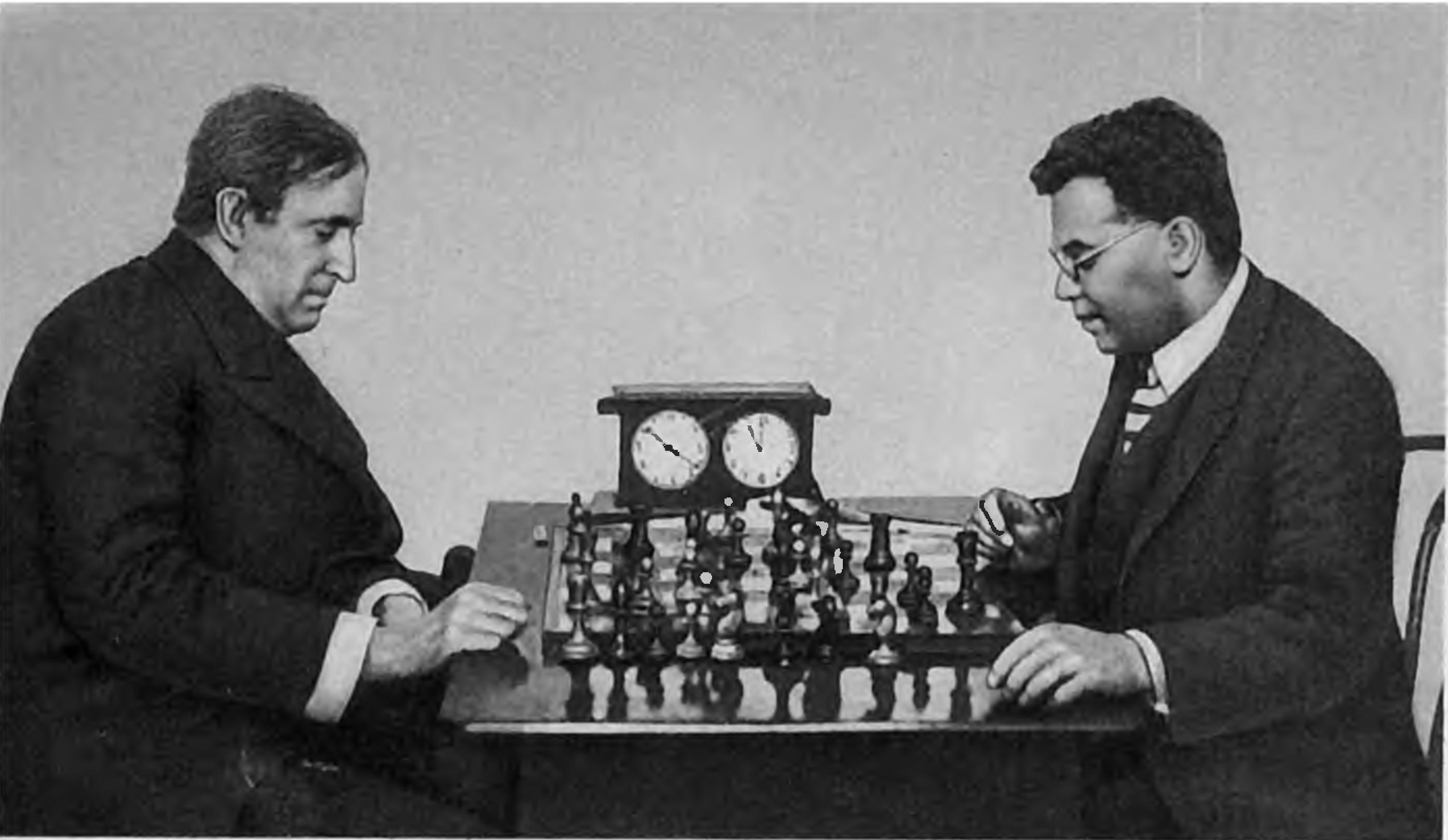
Frank Marshall—Richard Réti

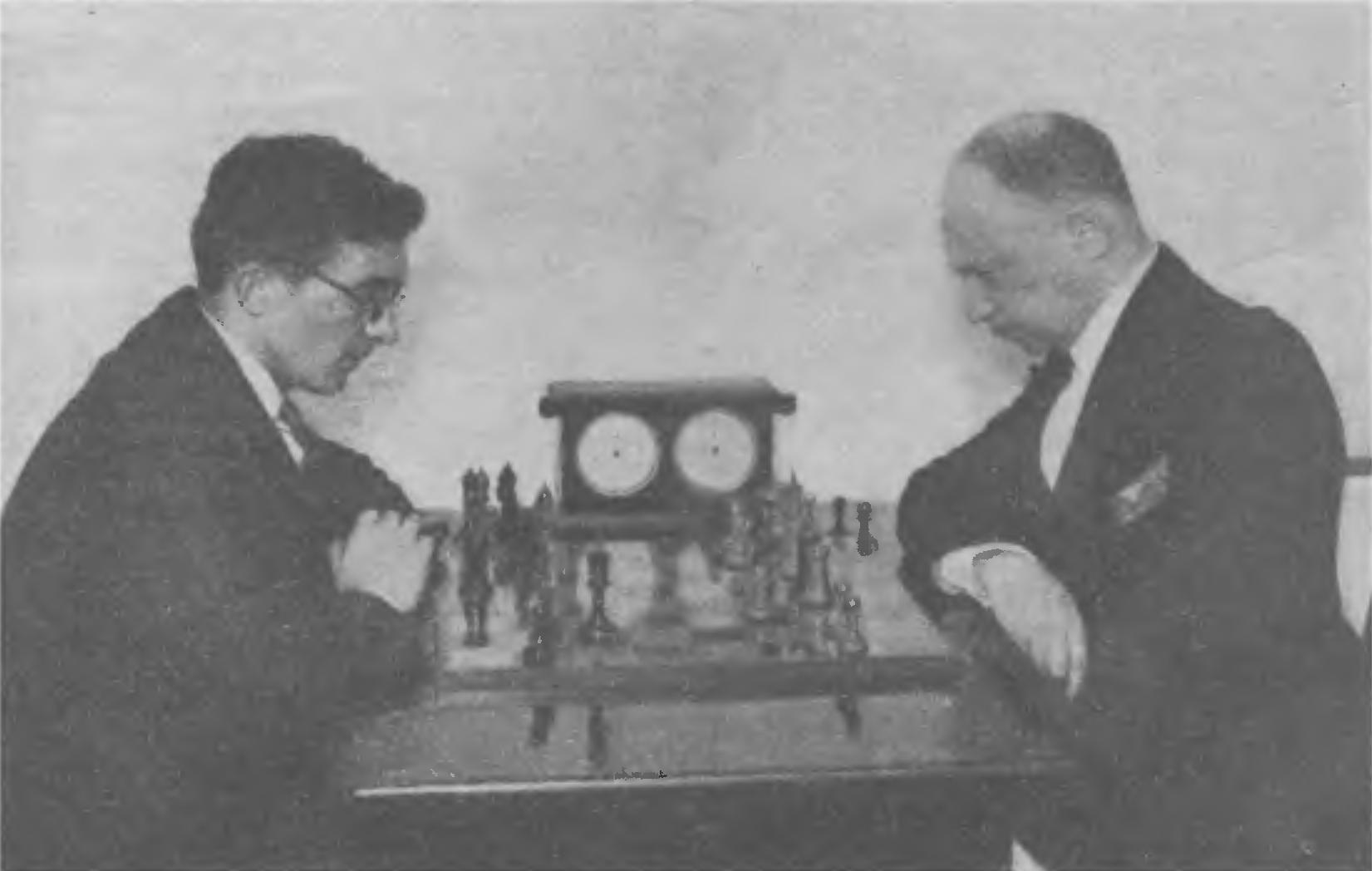
Carlos Torre—Savielly Tartakower

## Tabela de resultados
| N° | Jogador                  | 1 | 2 | 3 | 4 | 5 | 6 | 7 | 8 | 9 | 10 | 11 | 12 | 13 | 14 | 15 | 16 | 17 | 18 | 19 | 20 | 21 | Total |
| -- | ------------------------ | - | - | - | - | - | - | - | - | - | -- | -- | -- | -- | -- | -- | -- | -- | -- | -- | -- | -- | ----- |
| 1  | Efim Bogoljubow          | - | ½ | 0 | ½ | 1 | 1 | 0 | ½ | 1 | 1  | ½  | 1  | 1  | ½  | 1  | 1  | 1  | 1  | 1  | 1  | 1  | 15½   |
| 2  | Emanuel Lasker           | ½ | - | ½ | 1 | ½ | 0 | ½ | 1 | ½ | 1  | 1  | 1  | 1  | 1  | 0  | ½  | 1  | ½  | ½  | 1  | 1  | 14    |
| 3  | Jose Raíl Capablanca     | 1 | ½ | - | 1 | 1 | ½ | ½ | ½ | ½ | 0  | 1  | 0  | ½  | ½  | ½  | ½  | 1  | 1  | 1  | 1  | 1  | 13½   |
| 4  | Frank Marshall           | ½ | 0 | 0 | - | ½ | 0 | 1 | 1 | ½ | 0  | 1  | 1  | 1  | 1  | 1  | 1  | ½  | 0  | ½  | 1  | 1  | 12½   |
| 5  | Savielly Tartakower      | 0 | ½ | 0 | ½ | - | ½ | 1 | ½ | ½ | ½  | ½  | 1  | 1  | 1  | ½  | 1  | 1  | ½  | ½  | ½  | ½  | 12    |
| 6  | Carlos Torre             | 0 | 1 | ½ | 1 | ½ | - | ½ | 0 | ½ | ½  | 0  | 1  | ½  | ½  | 1  | ½  | 0  | 1  | 1  | 1  | 1  | 12    |
| 7  | Richard Reti             | 1 | ½ | ½ | 0 | 0 | ½ | - | 1 | 0 | 1  | 1  | ½  | 0  | ½  | ½  | 1  | 1  | ½  | 1  | ½  | ½  | 11½   |
| 8  | Peter Romanovsky         | ½ | 0 | ½ | 0 | ½ | 1 | 0 | - | 1 | 0  | ½  | 1  | 0  | 0  | 1  | 1  | 1  | ½  | 1  | 1  | 1  | 11½   |
| 9  | Ernst Gruenfeld          | 0 | ½ | ½ | ½ | ½ | ½ | 1 | 0 | - | 1  | ½  | ½  | ½  | 0  | ½  | 1  | 1  | ½  | ½  | ½  | ½  | 10½   |
| 10 | Alexander Ilyin-Genevsky | 0 | 0 | 1 | 1 | ½ | ½ | 0 | 1 | 0 | -  | ½  | 0  | 1  | ½  | 0  | ½  | 1  | ½  | ½  | 1  | 1  | 10½   |
| 11 | Fiódor Bogatyrchuk       | ½ | 0 | 0 | 0 | ½ | 1 | 0 | ½ | ½ | ½  | -  | ½  | ½  | 1  | ½  | 1  | ½  | ½  | ½  | ½  | 1  | 10    |
| 12 | Boris Verlinsky          | 0 | 0 | 1 | 0 | 0 | 0 | ½ | 0 | ½ | 1  | ½  | -  | 1  | 1  | 1  | ½  | 0  | 1  | ½  | 1  | 0  | 9½    |
| 13 | Rudolf Spielmann         | 0 | 0 | ½ | 0 | 0 | ½ | 1 | 1 | ½ | 0  | ½  | 0  | -  | 1  | 1  | ½  | ½  | 1  | ½  | 0  | 1  | 9½    |
| 14 | Akiba Rubinstein         | ½ | 0 | ½ | 0 | 0 | ½ | ½ | 1 | 1 | ½  | 0  | 0  | 0  | -  | 1  | 0  | 0  | 1  | 1  | 1  | 1  | 9½    |
| 15 | Grigory Levenfish        | 0 | 1 | ½ | 0 | ½ | 0 | ½ | 0 | ½ | 1  | ½  | 0  | 0  | 0  | -  | 1  | 1  | ½  | ½  | 1  | ½  | 9     |
| 16 | Ilya Rabinovich          | 0 | ½ | ½ | 0 | 0 | ½ | 0 | 0 | 0 | ½  | 0  | ½  | ½  | 1  | 0  | -  | 1  | ½  | 1  | 1  | 1  | 8½    |
| 17 | Frederick Yates          | 0 | 0 | 0 | ½ | 0 | 1 | 0 | 0 | 0 | 0  | ½  | 1  | ½  | 1  | 0  | 0  | -  | 1  | ½  | 0  | 1  | 7     |
| 18 | Friedrich Saemisch       | 0 | ½ | 0 | 1 | ½ | 0 | ½ | ½ | ½ | ½  | ½  | 0  | 0  | 0  | ½  | ½  | 0  | -  | 0  | 1  | 0  | 6½    |
| 19 | Solomon Gotthilf         | 0 | ½ | 0 | ½ | ½ | 0 | 0 | 0 | ½ | ½  | ½  | ½  | ½  | 0  | ½  | 0  | ½  | 1  | -  | 0  | ½  | 6½    |
| 20 | Fyodor Duz-Khotimirsky   | 0 | 0 | 0 | 0 | ½ | 0 | ½ | 0 | ½ | 0  | ½  | 0  | 1  | 0  | 0  | 0  | 1  | 0  | 1  | -  | 1  | 6     |
| 21 | Nikolai Zubarev          | 0 | 0 | 0 | 0 | ½ | 0 | ½ | 0 | ½ | 0  | 0  | 1  | 0  | 0  | ½  | 0  | 0  | 1  | ½  | 0  | -  | 4½    |